# Bollington
Bollington is een civil parish in de unitary authority Cheshire East, in het Engelse graafschap Cheshire. De plaats telt 7593 inwoners.
Verder is het de geboorteplaats van James Chadwick.

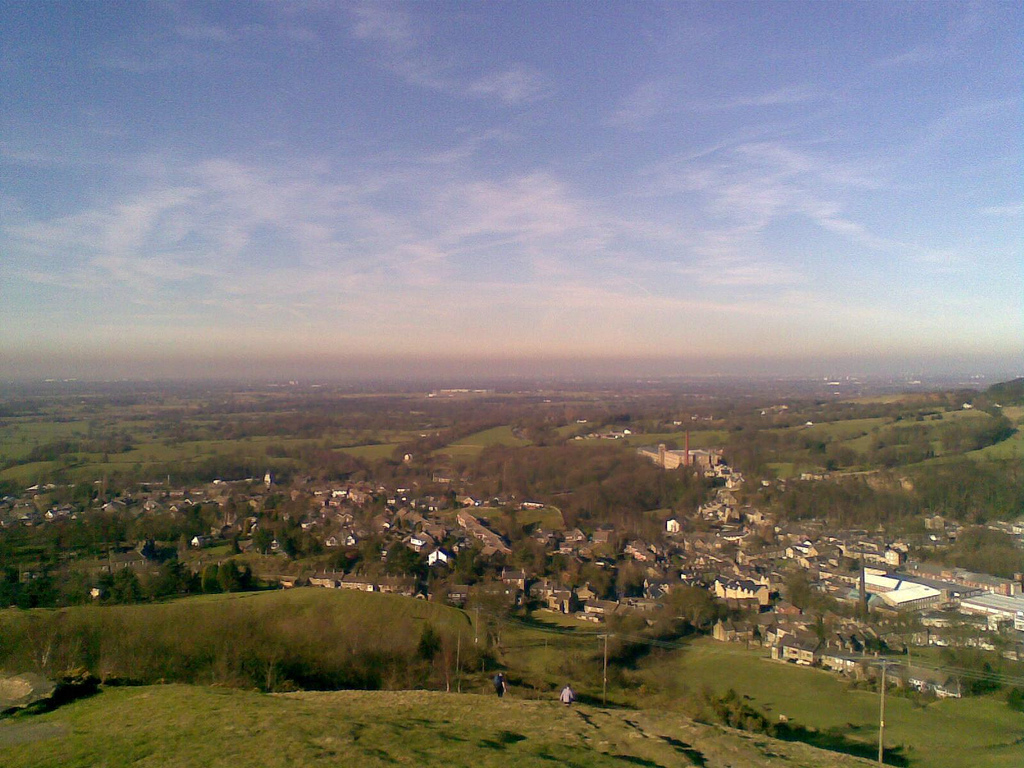
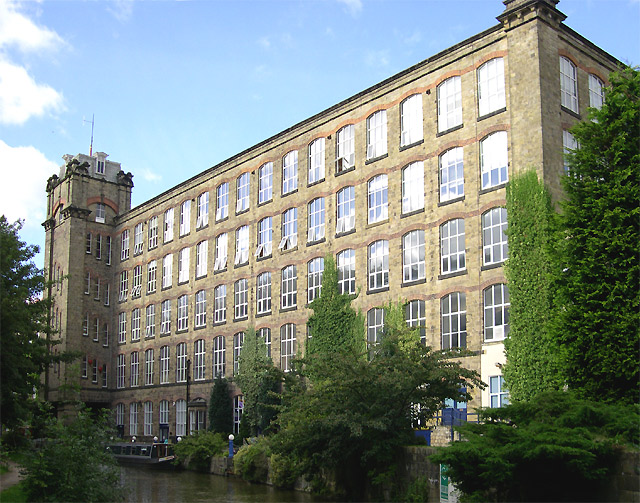
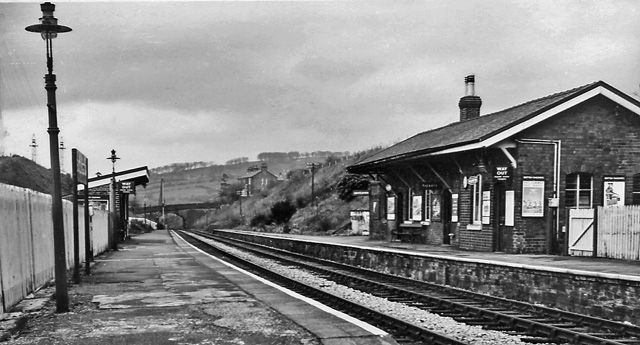
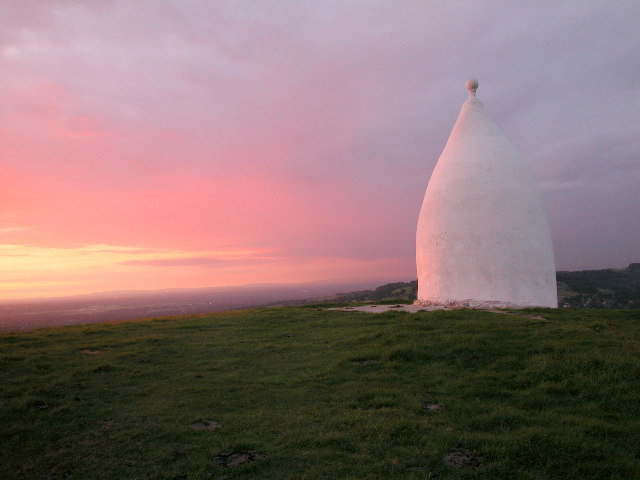

## Geboren
- James Chadwick (1891-1974), natuurkundige en Nobelprijswinnaar (1935)
- Terry Waite (1939), Brits gezant in dienst van de Anglicaanse Kerk en schrijver
- Libby Clegg (1990), Schots sporter